# Bawits
Bawits är en ort i Mexiko.   Den ligger i kommunen Tenejapa och delstaten Chiapas, i den sydöstra delen av landet, 800 km öster om huvudstaden Mexico City. Bawits ligger 1 806 meter över havet och antalet invånare är 211.
Terrängen runt Bawits är huvudsakligen kuperad, men österut är den bergig. Runt Bawits är det tätbefolkat, med 319 invånare per kvadratkilometer. Närmaste större samhälle är Pantelhó, 15,0 km norr om Bawits. I omgivningarna runt Bawits växer i huvudsak städsegrön lövskog.